# 国立酒店 (莫斯科)
55°45′24″N 37°36′48″E / 55.7567°N 37.6133°E
国立酒店（俄语： / 英語：）是一家位于俄罗斯莫斯科的五星酒店，于1903年1月14日开始营业。酒店坐落于驯马场广场并正对克里姆林宫，拥有202间标准间和56套套房，有泳池等健身設施，還有白鯨、日瓦戈醫生两間大餐廳。该酒店目前由万豪国际管理，隶属于其旗下的豪华精选系列（The Luxury Collection）。

## 酒店历史

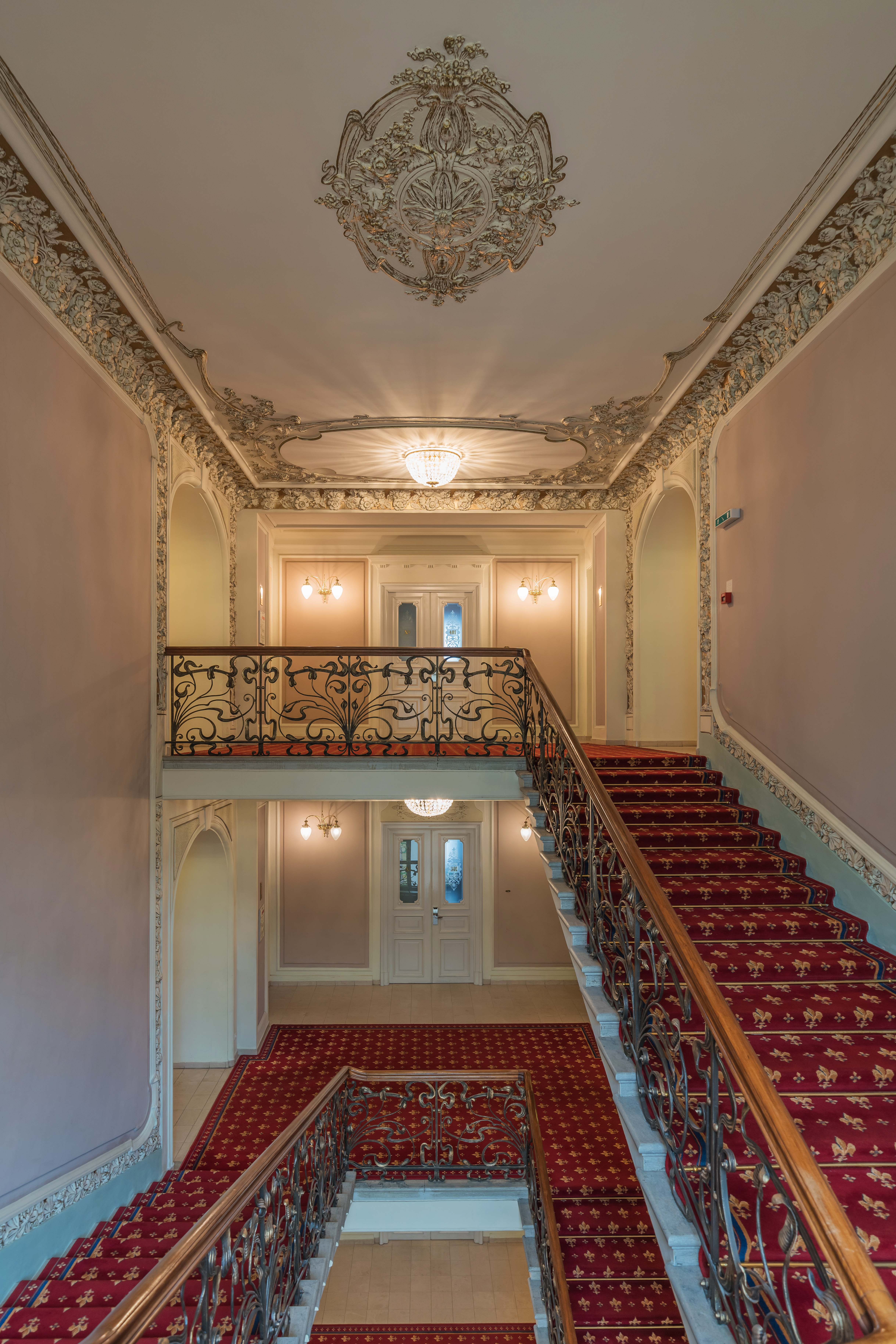
酒店内景：主楼梯

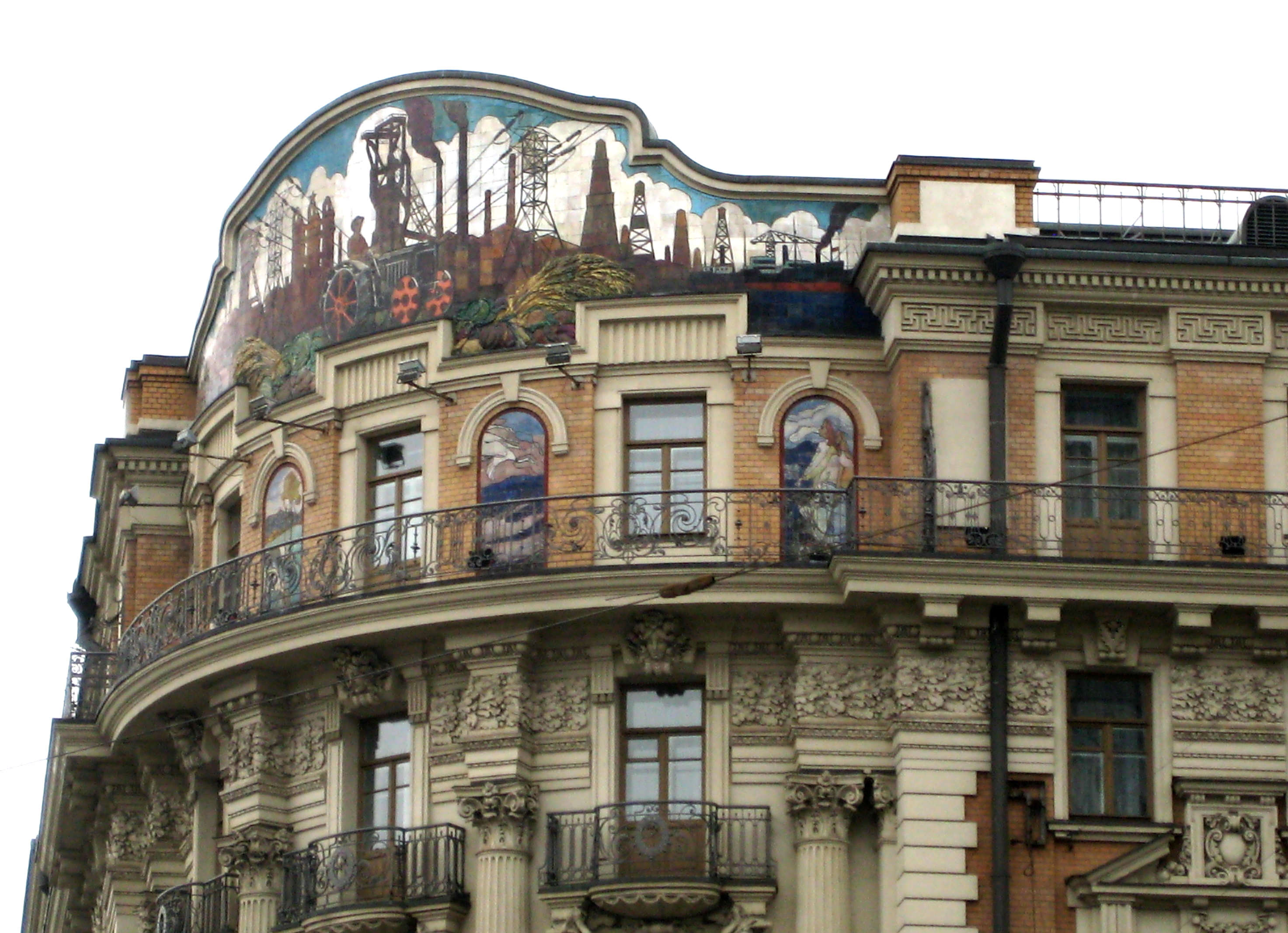
屋顶巨大的社会主义现实主义艺术作品

国立酒店由瓦凡斯科家居用品合股公司（The Varvarinskoe Joint-Stock Company of Householders）提供资金并由亚历山大·伊万诺夫（Alexander Ivanov）设计建造而成。酒店于1901年开始建造并最终于1903年1月14日开业，酒店开业时拥有160间标准间客房。酒店的开业日有时也被定为1月1日，这是由于当时的沙俄帝国是使用儒略历，这比通用的格里高利历要晚13天。
1915年，国立酒店打算在六层的顶楼加盖两层。但由于当时第一次世界大战所造成的的物资短缺，这使得该计划还未开始便已经流产。
俄国大革命后，俄国的首都便迁至莫斯科。1918年3月，国立酒店成为苏维埃俄国第1届苏维埃政府所在地。由于当时克里姆林宫因在1917年的十月革命而正在维修，因此列宁和其夫人在酒店的107号房间居住了7天。时至今日，酒店该房间的牌匾上还记录着这件事。国立酒店还接待过苏联的其他领导人，这其中就包括列夫·达维多维奇·托洛茨基和秘密警察总督费利克斯·埃德蒙多维奇·捷尔任斯基等。这座建筑后来继续被苏联政府用作党代表的官方招待所，并于1919年被重新命名为“第一苏维埃之家（First House of Soviets）”。
1931年，由于国立酒店主体建筑需要维修，于是同时对酒店进行翻修以便可以接待国外宾客。这次酒店重新装修使用了大量收藏品等级的家具和古董，这些物品来自沙皇宫殿和贵族们的宅邸，其中也包括沙皇村和阿尼奇科夫宫。目前这些物品依旧由酒店保管收藏。酒店楼顶的右上方原本一副巨大马赛克图案被一幅120平方米的社会主义现实主义艺术品所取代，这幅艺术品着重于展示苏联经济的工业力量。1932年，国立酒店以最初的名字重新开业。1933年，国立酒店加入苏联的国营旅游垄断企业国际旅社。
在第二次世界大战期间，国立酒店成为盟国许多代表团下榻的地方。这其中包括1941年9月由威廉·埃夫里尔·哈里曼率领的代表团以及同年12月来访的英国外交大臣安东尼·艾登。
1960年代，苏联政府在毗邻国立酒店的红场附近修建了国际旅社酒店，这是一栋高耸的现代玻璃建筑。1983年，国际旅社酒店与国立酒店合并，两家酒店在联合经营的模式下共存了许多年。但在联合体中，国立酒店一直处于被忽视的状态；而到了1989年的时候，国立酒店的外墙已经出现大面积倒塌的局面，因此酒店不得不关门重建。
国立酒店在1991年到1995年期间进行了重建与翻修；而它的所有权在1992年由俄罗斯联邦政府移交给莫斯科市政府，酒店最终于1995年5月9日重新开业并成为洛克福特酒店旗下的成员。而当1996年洛克福特酒店收购艾美酒店之后，国立酒店更名为艾美国立酒店（Le Méridien National Hotel）。1998年，酒店再度更名为皇家艾美国立酒店（Le Royal Méridien National Hotel）。
2003年12月9日，一名车臣黑寡妇在酒店外引爆了自杀式炸弹。根据推测，该名黑寡妇的目标应该是附近的俄罗斯国家杜马大楼，但炸弹被过早引爆了。这次爆炸袭击共造成6人死亡和13人受伤。
2009年，酒店经营权由艾美酒店移交到万豪国际豪华精选系列后，酒店恢复了国立酒店的原名。
2011年，莫斯科市政府决定将国立酒店私有化，于是以47亿卢布的价格出售给商人米哈依尔·古切里耶夫。

## 著名客人
自国立酒店开业以来，它便深受俄罗斯贵族及外国名人旅客们的欢迎。法国小说家、诺贝尔奖得主阿纳托尔·法朗士和英国科幻小说家赫伯特·乔治·威尔斯曾分别于1913年和1914年入住该酒店。1933年，它成为首任美国驻苏联大使威廉·布列特的临时官邸；直至其正式官邸斯帕索大宅的装修工作完成。谢尔盖·普罗科菲耶夫从海外返回苏联后也曾在1933年在国立酒店居住过一段时间。而在1930年代，苏联作家、诺贝尔奖得主肖洛霍夫则在此居住过一段比较长的时间。
智利诗人、诺贝尔奖得主巴勃罗·聂鲁达曾在1954年居住在国立酒店。美国钢琴家范·克莱本曾在他著名的1958年莫斯科之行中入住国立酒店最佳的一间套房；而美国歌手保罗·罗伯逊在1950年代也是这里的常客。美国作家、诺贝尔奖得主约翰·史坦贝克在1962年入住这家酒店；美国商人阿莫德·哈默则在1964年多次造访国立酒店。比尔·克林顿在牛津大学求学期间曾在1969年的假期入住过这家酒店。
1989年下半年，美国影星肖恩·康纳利与米歇尔·法伊弗因为参与电影《俄罗斯大厦》（1990年公映）而在国立酒店取景。而1992年上映的电影《飞越北极星》也在1990年的时候在此处的内景和外景拍了若干镜头，而参与拍摄的影星有弗兰克·威利、罗曼·波兰斯基和娜塔莉亚·内格达。
而在近些年，国立酒店也接待了雅克·希拉克、科菲·安南、莱赫·瓦文萨、希蒙·佩雷斯、唐纳德·特朗普、马德琳·奥尔布赖特、普拉西多·多明哥、雷·查尔斯、米切尔·莱格兰德、皮尔·卡丹、凯瑟琳·德纳芙、马切洛·马斯楚安尼、阿兰·德龙、杰克·尼科尔森、西恩·潘、皮特·乌斯蒂诺夫等名流明星。